# 무거동
무거동(無去洞)은 울산광역시 남구의 법정동이다. 이를 관할하는 행정동으로는 무거동 · 삼호동 이 있으며 울산대학교와 신복로터리와 울산고속도로, 울산문수축구경기장 등이 위치해있다.

## 지리
무거동의 동쪽은 옥동과 면하며, 서쪽으로는 범서읍과 청량읍이 면하며, 북쪽은 중구 다운동과 태화동이 면한다.

## 연혁
신라 경순왕을 안내하던 동자승이 자취를 감추어 없어진 곳이라 하여 무거라 불렸다. 조선 정조 때는 무거 내리와 신복리로, 조선 고종 때는 무거동과 신복동, 삼호동으로 갈라져 있다가 1914년 행정구역 개편때 이를 합하면서 무거라 하였다.
- 1962년 6월 1일 : 울주군 범서면에서 울산시 무거동으로 편입됨
- 1995년 3월 2일 : 무거동을 무거1동과 무거2동으로 분동
- 1996년 1월 15일 : 범서면 굴화리 일부 지역이 무거2동으로 편입됨
- 2000년 1월 4일 : 옥동 옥현지구 지역이 무거2동으로 편입됨
- 2002년 8월 30일 : 굴화2택지개발사업지구 내 아파트 지역[2]이 울주군 범서읍 굴화리로 편입되고 범서읍 굴화리의 공공시설용지 지역[3]을 편입함.[4]
- 2007년 2월 26일 : 무거2동 행정동 명칭을 무거동으로 변경

## 교육
- 울산대학교
- 울산과학대학 서부캠퍼스
- 무거고등학교
- 우신고등학교
- 무거중학교
- 문수중학교
- 옥현중학교
- 옥산초등학교
- 신복초등학교
- 월계초등학교

## 시설
- 울산문수축구경기장

## 주거
| 단지명                  | 건설사                | 시행사       | 주소                 | 입주        | 비고 |
| ----------------------- | --------------------- | ------------ | -------------------- | ----------- | ---- |
| 옥현주공 1단지          | ㈜경동 ㈜성지건설     | 대한주택공사 | 남구 옥현로 92-13    | 2000년 4월  |      |
| 옥현주공 2단지          | ㈜한양                | 대한주택공사 | 남구 옥현로 92-12    | 2000년 5월  |      |
| 옥현 으뜸마을 주공3단지 | ㈜신성 ㈜에스케이건설 | 대한주택공사 | 남구 옥현로 34       | 2001년 11월 |      |
| 무거 롯데캐슬           | 롯데건설              | ㈜승보건설   | 남구 신복로79번길 14 | 2009년 10월 |      |
| 무거현대                | 현대건설              | 신동성건설㈜ | 남구 신복로71번길 12 | 1995년 2월  |      |
| 신복현대                | 현대건설              | 현대자동차   | 남구 신복로72번길 29 | 1996년 4월  |      |

## 교통
- 울산고속도로

## 같이 보기
- 포털:대한민국